# Florian Kainz
Florian Kainz, född 24 oktober 1992 i Graz, är en österrikisk fotbollsspelare som spelar för 1. FC Köln och Österrikes herrlandslag i fotboll.